# 父さんの夏祭り
『父さんの夏祭り』（とうさんのなつまつり）は、2002年8月17日に『24時間テレビ 「愛は地球を救う」〜家族で笑ってますか?』（日本テレビ系）内にて放映された単発スペシャルドラマ。
ガンで余命数か月と宣告された父親と家族（作者本人、母親、妹）の心の交流を描いた実話。
入院後、作者は、父がアフロ・キューバン・ジャズのバンドで鳴らしたドラマーだった事を知り、当時のメンバーを探し出してバンドを再結成させ、病院の夏祭りで復活ライブを実現しようと奔走する。しかしその間にも父の病状は悪化を続け、ついに……

## キャスト
- 森脇佐和子：石川梨華
- 森脇健治（父）：渡辺謙
- 森脇由紀子（母）：風吹ジュン
- 森脇りえ子（妹）：加護亜依
- 浅海京子：矢口真里
- 結木俊也：吉沢悠
- 大屋徹：えなりかずき
- 大屋健三郎：オール巨人
- 演劇部の顧問：森脇佐和子（本人）
- 河西健司
- 湯江健幸
- 中島久之
- 鳥居しのぶ
- 市原宏祐

## スタッフ
- 原作：森脇佐和子「天との通信」（文芸社刊）
- プロデュース：櫨山裕子（日本テレビ）、中山秀一（5年D組）、藤本一彦（5年D組）
- 協力プロデューサー：内山雅博
- 脚本：水橋文美江
- 音楽：中西俊博
- 演出：吉野洋
- ロケ協力：福山通運、横浜フィルムコミッション、東京急行電鉄
- 製作著作：日本テレビ

| 日本テレビ系 24時間テレビスペシャルドラマ | 日本テレビ系 24時間テレビスペシャルドラマ | 日本テレビ系 24時間テレビスペシャルドラマ |
| 前番組                                    | 番組名                                    | 次番組                                    |
| ----------------------------------------- | ----------------------------------------- | ----------------------------------------- |
| 最後の夏休み                              | 父さんの夏祭り                            | ふたり 私たちが選んだ道                   |